# LU-P-4711
La carretera LU-P-4711 es una carretera de la red secundaria de Galicia que pertenece a la Diputación de Lugo. Une los lugares de Piño y Pacios de Veiga, en el municipio de Puebla del Brollón, en la provincia de Lugo, y tiene una longitud de 2,9 km.

## Trazado
La carretera parte de la carretera LU-P-4703, en la parroquia de Piño, en el municipio de Puebla del Brollón. Tiene desvíos hacia Centeais y Freituxe y cruza el lugar de Vales. Finaliza junto a la iglesia de Pacios de Veiga, en la carretera LU-P-4706.